# Grapus
Grapus - це колектив художників-графіків, які працювали разом у 1970-1991 роках і прагнули поєднати досконалість дизайну з соціальною свідомістю.
Робота дизайнерського колективу Grapus належала до публічного простору, вона представляла діалог між владою і громадянами, культурою і політикою, і, зрештою, повідомленням і формою. Візуальна комунікація на публічній площі була сміливою і чесною, вона усвідомлювала свою присутність і вплив, і в той же час, вона була інформована соціокультурними параметрами часу у всіх його вимірах - минулому, теперішньому і очікуваному майбутньому - що створювало умови для експериментів та інновацій. Протягом усієї своєї історії «Грапус» залишалися комуністами та ідеалістами і продовжували працювати колективно: всі роботи виходили зі студії з підписом «Грапус», навіть коли їхня кількість зросла до близько 20, працюючи у трьох окремих колективах.

## Історія
Grapus — це колектив французьких дизайнерів, заснований після студентських рухів у Парижі в травні 1968 року. Grapus  намагався «змінити життя» за допомогою динаміки графіки та політичної дії. Колектив зневажав комерційну рекламу і, дотримуючись ідеалістичних принципів засновників, намагався принести культуру до політики, а політику до культури.
Значення імені Ґрапуса описав Бернар, маючи на увазі французького революціонера Гракха Бабефа, що воно звучить функціонально, має вульгарний відтінок, а також «подихає історичним духом». Інше тлумачення створення назви Grapus, це гра слів «crapules staliniennes» (сталінські покидьки), було водночас жестом політичної лояльності та сардонічною провокацією для потенційних критиків. 
Група була заснована у Франції в 1970 році П'єром Бернаром, який навчався у польського дизайнера плакатів Генрика Томашевського ; Франсуа Міє; і Жерар Парі-Клавель, які познайомилися під час студентського руху в травні 1968 року і перебували під впливом підривних ідей і практики Ситуаційного Інтернаціоналу . Алекс Джордан і Жан-Поль Башолле приєдналися до групи в 1975 році. Після відходу Мієхе в 1978 році ядро групи знайшло свою рівновагу.
Усі члени групи були членами Комуністичної партії, і група підтримувала чітку політичну, соціальну та культурну активність. Спочатку вони відкидали завдання з комерційними та державними клієнтами, натомість працювали з експериментальними театральними групами, прогресивними міськими радами, самою комуністичною партією, комуністичною профспілкою CGT, освітніми організаціями та соціальними установами. Навіть у наступні роки, коли штат зріс до 20 осіб і працював у трьох окремих групах, вони підписували всі свої роботи просто «Grapus». 
Grapus з гордістю носив свою марксистську спадщину, залишаючись відданим плебейській безпосередності плакатів, листівок і наклейок на бампер. Серед його повторюваних елементів стилю є використання рукописного тексту, використання широкого символічного словника (наприклад, рука, нога, місяць, сонце), а також конвергенція різноманітних технік (наприклад, малюнок, живопис, фотографія, текст), техніка відомий як « обхід, зміна маршруту повідомлення за допомогою актів візуального вандалізму».  Починаючи з 1978 року Ґрапус був представлений на важливих виставках у Парижі (Musée de l'Affiche), Амстердамі (Stedelijk Museum), Аспені, Колорадо та Монреалі (Musée d'art contemporain).
У 1990 році, після отримання французького « Grand Prix national des arts graphiques», колектив зіткнувся з важким ідеологічним випробуванням, коли їм випала можливість розробити візуальну ідентичність музею Лувр. Бернард підтримав це завдання, вважаючи, що дизайн культурних закладів може стати інструментом соціальних змін. Його партнери хотіли створювати дизайн виключно для соціальних цілей, вважали Лувр елітарним і вважали, що взятися за роботу скомпрометує їхні переконання. В результаті в січні 1991 року колектив вирішив розійтися  Бернард, однак, залишається відданим концепції дизайну як потужного інструменту соціальної участі: «Поширення публічного графічного дизайну серед найбільш соціально та/або культурно знедолених є одним із засобів досягнення бажаних цілей громади та суспільства. справедливість». 

## Цілі
«Ми збираємося створювати для вас зображення, які матимуть реальне значення. Ми збираємося створювати справжні політичні зображення». 
Графічні активісти виходили зі свого розуміння значення та того, як ним маніпулювати. «Ми відкрили семіологію, і це було для нас дуже важливо», — каже Бернард. «Це дозволило нам деконструювати образи, щоб ми могли сказати органам політичного замовлення.
Це було те, що було абсолютно необхідно для Ґрапуса. Ідея полягала в тому, щоб створити продюсерську групу, художній колектив, щоб створити якісні образи для політичної боротьби Французької комуністичної партії. Це було як політичне, так і графічне зобов’язання.

## Метод і стиль
Grapus мав дуже самобутній стиль. Своїми ідеалістичними принципами вони надихали студентів графічного дизайну в усьому світі. Вони часто використовували яскраві кольори, чуттєві форми, рукописний текст, жваві візуальні витівки, а також дуже великий символічний словниковий запас. Техніка, яку вони використовували, була відома як detournement, тобто зміна маршруту повідомлення за допомогою актів візуального вандалізму. 
У Франції їх вважали панк/гранж естетикою M/M. Ця естетика кинула виклик старій установі графічного дизайну. На початку 2000 року, коли з’явилися такі групи, як Air і Daft Punk, «французька музична сцена була повністю мертва». У результаті маркетинг музики у Франції отримав величезні фінансові вливання. Відтоді так званий «французький дотик» допоміг з’явитися молодим французьким графічним дизайнерам. Завдяки своїй роботі як графічних дизайнерів і креативних директорів у сферах мистецтва, моди та музики «Amzalag» і Augustyniak створили M/M як потужну силу сучасної французької культури. 

## Робота
Їхня робота була зосереджена на плакатах. Важливою рисою цих плакатів було те, що теми були новими, принаймні для французів. Це були театральні афіші, кіноафіші, присвячені поезії, спорту. Ці теми не розглядалися у Франції, тому що, здебільшого, плакати працювали в рекламі, найчастіше для товарів.
Клієнти Ґрапуса також говорять про суперечливу роботу групи. Клієнти не залишалися з Grapus надовго. Це одна з причин, чому Grapus мав фінансові проблеми, ставлення Grapus до повсякденного життя хвилювало клієнтів, але водночас змушувало клієнтів йти на ризик. Клієнти не люблять ризикувати один за одним.
«Навіть під час успішних кампаній, у наших клієнтів часто виникало відчуття, що ми їх образили. Вони відчували, що ми скоріше змушували їх до чогось, що ми висловлювалися замість них. У якийсь момент вони погоджуються на засоби вираження ми використовуємо – вони вважають це своїм, оскільки ми виконуємо роботу від їхнього імені, але вони відчували себе трохи розчарованими, тому що ми поводилися не як постачальники, а скоріше виконували їхні вказівки. Ми були рівноправними партнерами, які працювали над спільною метою, яку вони вирішили розділити з нами, запропонувавши нам роботу пізніше або коли з ними поговорять інші люди». – П’єр Бернар
Плакати були життєво важливою частиною боротьби, яку розділяли студенти та робітники, висловлюючи її ключові ідеї найпрямішою доступною публічною мовою, вписуючи на вулиці Парижа ці термінові повідомлення та досягаючи рівня видимості та впливу на свідомість глядачів., у деяких місцях, зазвичай досягається лише комерційною рекламою. 

## Спадщина
Розпад Grapus був пов'язаний з бажанням продовжити форму дії, яку він представляв. Щоб продовжити спосіб виробництва Grapus, розпочати нову форму пригод з новими людьми. Їхній спосіб виробництва - конфліктний. «Ми конфліктуємо з клієнтами, але також існує конфлікт між нами. Кожен може обговорювати і працювати над проєктом іншого». Цей принцип творчого конфлікту було дуже важко підтримувати у 80-х роках. Коли старі починають сперечатися між собою, молодь просто йде. Це більше схоже на конфлікт між босами, ніж на конфлікт між творчими колегами. Для того, щоб молоді члени Grapus могли повністю відігравати свою роль, нам потрібна повна рівність. Таким чином, ми сформували три нові групи Grapus.
Початкові учасники групи дотримувалися своїх принципів у своїй роботі. П’єр Бернар разом із Дірком Бехаже та Фокке Драайером заснували Atelier de Création Graphique (ACG). Вони взялися за роботу в Луврі та, серед інших робіт, розробили стиль для національних парків Франції та вивіски для Центру Помпіду. ACG працює у сферах видавничої справи, реклами та вивісок, а також створює візуальну ідентичність. П’єр Бернар є членом Alliance Graphique Internationale з 1987 року, отримав премію Erasmus у 2006 році та викладає графічний дизайн у Парижі у École nationale supérieure des arts décoratifs (ENSAD).
Жерар Парі-Клавель об’єднався з Вінсентом Перротте, щоб створити студію les Graphistes Associés. Невдовзі після цього він залишив і створив групу Ne Pas Plier («не згинай»), яка порушила традиційну концепцію графічної студії, відмовившись від «корпоративної» роботи, об’єднавшись замість цього з соціологами, соціальними працівниками, робітниками та іншими. працівників народної освіти.
Алекс Джордан заснував студію Nous Travaillons Ensemble (NTE: «ми працюємо разом») разом з Ронітом Мейровіцем і Анетт Ленц, з якими він працював у Grapus. Вони мали намір безперебійно продовжувати підхід Grapus, не обмежуючись паралізуючою ідеологією. З моменту свого створення в 1986 році NTE працював у партнерстві з асоціацією фотографів le bar Floréal, а також співпрацював над численними роботами з багатопрофільною організацією la Forge.